# Paryphoconus wirthi
Paryphoconus wirthi är en tvåvingeart som beskrevs av Lane 1961. Paryphoconus wirthi ingår i släktet Paryphoconus och familjen svidknott. Inga underarter finns listade i Catalogue of Life.